# Oreophryne hypsiops
Oreophryne hypsiops är en groddjursart som beskrevs av Zweifel, Menzies och Price 2003. Oreophryne hypsiops ingår i släktet Oreophryne och familjen Microhylidae. IUCN kategoriserar arten globalt som livskraftig. Inga underarter finns listade i Catalogue of Life.